# 锡格尔斯巴赫
锡格尔斯巴赫是德国巴登-符腾堡州的一个市镇。总面积7.68平方公里，总人口1623人，其中男性829人，女性794人（2011年12月31日），人口密度211人/平方公里。